# Xã Union, Quận Cerro Gordo, Iowa
Xã Union (tiếng Anh: Union Township) là một xã thuộc quận Cerro Gordo, tiểu bang Iowa, Hoa Kỳ. Năm 2010, dân số của xã này là 160 người.